# Eisi Gulp
Eisi Gulp, all'anagrafe Werner Eisenrieder (Monaco di Baviera, 3 novembre 1955), è un attore, ballerino e showman tedesco.

## Biografia
Eisi Gulp ha studiato danza e mimo al Billie Millie Studio di Monaco a metà degli anni '70, perfezionandosi poi a New York e a Parigi. Nella capitale francese si è anche affermato come acrobata e ballerino di break dance.
Dal 1980 è apparso nel suo Paese con l'Eisi Gulp Comedy Show, che ha animato per vent'anni. Nella stagione televisiva 1984-1985 ha moderato il programma giovanile Live from Alabama per il Bayerischer Rundfunk. Nel 1984 è stato anche ballerino principale nel programma ZDF Breakdance.
Nel 1985 ha interpretato il ruolo maschile principale nella pellicola di Percy Adlon Sugar Baby, accanto a Marianne Sägebrecht. In seguito ha lavorato anche in altri film e nei musical Tabaluga (di Peter Maffay) e Out of Rosenheim.
Con il suo show comico Hackedicht oder was, rappresentato per molti anni negli istituti scolastici tedeschi, Eisi Gulp si è rivolto ai ragazzi per sensibilizzarli sui pericoli delle droghe.
Gulp è stato scelto spesso per ruoli di supporto in televisione, ad esempio quello del pompiere Sebastian Weil nella serie Munich 7.

## Vita privata
Divorziato, ha due figli. Vive in un cascinale, non lontano da Rosenheim.